# 冨田実侑
冨田 実侑（とみた みゆ、1999年2月5日 - ）は、熊本県出身の女子サッカー選手。ポジションはミッドフィールダー、ディフェンダー。

## 来歴

### クラブ
岡山県作陽高校、早稲田大学を経て、2021年にアンジュヴィオレ広島に入団。
2022年にラブリッジ名古屋に移籍。2023年7月、海外挑戦のためラブリッジ名古屋を退団した。

### 代表
2016年9月に、U-17女子ワールドカップに臨むU-17日本代表に選出された。大会では4試合に出場、日本の準優勝に貢献した。

## 代表歴
- U-17日本代表
  - 2016 FIFA U-17女子ワールドカップ; 準優勝（4試合出場）